# Andreas Charles Teilman (godsejer)
 Der er flere personer med dette navn, se Andreas Charles Teilman (ornitolog).
Andreas Charles Teilman (december 1723 på Skrumsager, Sønder Bork Sogn – 27. juli 1790 på Nørholm) var en dansk godsejer og økonomisk forfatter.
Teilman var søn af amtmand Christian Hansen Teilman og Christine Marie Reenberg (1688-1734), datter af digter, jurist og herregårdsejer Thøger Reenberg (1656-1742) og Magdalene Broberg (1667-1729). 1740 blev han student fra Roskilde Katedralskole, men opgav snart studierne for landvæsenet og opholdt sig hos faderen, hvem han hjalp i hans amtmandsembede. Ved dennes død (1749), ved hvilken lejlighed han forgæves søgte amtmandsposten, arvede han herregårdene Nørholm, Lunderup og Agerkrog, hvilke ejendomme han ved dygtig bestyrelse på mange måder forbedrede, idet han opdyrkede store hedearealer og forsynede dem med nye bygninger, medens han samtidig var en yderst human godsejer mod sine bønder. Han indførte nemlig af egen drift over for dem mange forbedringer, som proprietærerne ej var pligtige til, således blev fx i hans bønders fæstebreve hoveriet bestemt og fastsat med yderste nøjagtighed, ligesom han tilbød fæsterne deres gårde til arvefæste på meget lempelige vilkår. I en pjece fra 1767 udtalte han sig for stavnsbåndets ophævelse.
Alt dette forhindrede dog ikke, at han ligesom mange andre i øvrigt for bønderne varmtfølende godsejere på den tid optrådte som en skarp modstander af de første forsøg på reformer til bøndernes frigørelse, som Struensee begyndte på. I den anledning udgav han 1771 et par mindre afhandlinger. Da reformerne, der var blevet afbrudt ved Struensees fald og havde hvilet under den Guldbergske styrelse, atter genoptoges, fandt de hos Teilman i hovedsagen den samme modstand, skønt han i flere vigtige henseender ville gøre reformpartiet indrømmelser og på en vis måde, som flere af hans meningsfæller, stod på et mellemstandpunkt. Således ville han tage retten og pligten til at stille soldater ud af godsejernes hånd, ligesom han foreslog at indskrænke bøndernes forpligtelse til at blive i et vist distrikt til fra det 14. til det 36. år, og disse distrikter skulle ej som hidtil følge godsernes grænser, men sammenlægges af flere sogne, hvorved bønderkarlene fik en friere stilling. Desuden ønskede han, at godsejerne skulle have fuldstændig frihed til enten at drive bøndergårdene selv, forpagte dem ud eller fæste dem bort, alt som man kunne enes om, imod at bønderne til gengæld skulle være uafhængige af godsejeren og have lov til at søge hen, hvor de ville. Men i det hele og store vedblev Teilman at være en modstander af reformerne; særlig ivrede han mod afløsningen af hoveriet, hvilken efter hans mening ville ødelægge godsejerne uden at hjælpe bønderne.
Teilman var sikkert reformpartiets talentfuldeste og behændigste modstander, han var skarp og slagfærdig i polemikken, og hans indlæg er skrevet i et klart og fortræffeligt sprog, men han
henfaldt ofte til spidsfindighed og var ikke altid nøjeregnende med sine kampmidler, ligesom hans afhandlinger ofte skæmmes af heftige, personlige og hånende udfald, hvilket særlig gælder hans i øvrigt velskrevne, i 1787 udkomne: Anmærkning over O. L. Bangs Afhandling om bondestanden i Danmark.
Når Teilman (af C.E.A. Schøller i C.F. Brickas Dansk biografisk Lexikon, XVII, s. 120) er blevet betegnet som "Reformpartiets talentfuldeste og behændigste Modstander", kan hertil bemærkes, at i virkeligheden ville han og ligesindede en »reform«, der ville have betydet et langt mere udpræget brud med gamle traditioner end den ordning — med fastholdelse og videre regulering af fæstevæsenet —, der gennemførtes. Teilman stod egentlig ikke så langt fra mænd som Tyge Rothe og Johan Ludvig Reventlow, der altid har været opfattet og prist som store reformvenner.
Teilman, der 1751 var blevet optaget i adelstanden og 1777 var blevet etatsråd, døde ugift på Nørholm 27. juli 1790, i hvilket år hans godser var blevet erigerede til stamhus. Stamhuset Nørholm samt Lunderup skulle arves af "den kvindelige descendent paa spindesiden af mine forældre", dvs. "den alene, som nedstammer fra min moder (Christine Marie Reenberg) som datter af datter, saasom hendes datter, datters datter, datters-datters-datter og saa framledes". Derved blev den første stamherrinde Christine Marie de Wormskjold (1752-1817), datter af hans søster Ingeborg Christiane Teilmann (1720-1785).
Han er begravet i Thorstrup Kirke. Der findes en mindestøtte i haven ved Nørholm fra 1890 med bronzemedaljon af Nicolai Schmidt og et maleri fra 1765, formentlig af Andreas Brünniche (Roskilde Katedralskole). Et andet maleri er i familieeje.